# Trilliaceae
Classification APG (1998)
Classification APG II (2003)
Classification APG III (2009)
Famille
Les Trilliaceae sont une famille de plantes monocotylédones. Ce sont des plantes vivaces de sous-bois, à l'aspect caractéristique (plante à rhizome, fleur solitaire au sommet de la tige herbacée et entourée de feuilles verticillées). Ces espèces ont souvent été incluses dans les Liliaceae, mais les Trilliaceae sont reconnues comme une famille distincte dans la classification de Dahlgren (1989) et la classification de Thorne (1992). Selon Watson & Dallwitz elle comprend 53 espèces réparties en quatre genres:
- Daiswa, Kinugasa, Paris, Trillium

Cette famille n'est pas acceptée dans la classification classique de Cronquist (1981) ni dans la classification phylogénétique APG (1998) à classification phylogénétique APG III (2009). Selon cette dernière, ces plantes font partie de la famille des Melanthiaceae.